# Mellitidia metallica
Mellitidia metallica är en biart som först beskrevs av Smith 1863.  Mellitidia metallica ingår i släktet Mellitidia och familjen vägbin. Inga underarter finns listade i Catalogue of Life.